# Tofsliljesläktet
Tofsliljesläktet (Eucomis) är ett släkte i familjen hyacintväxter med 10 arter från tropiska och södra Afrika. Några arter odlas som kruk- eller utplanteringsväxter i Sverige.
Släktet består av fleråriga örter med lök. Lökskalen är glänsande. Bladen är alla basala, remlika till omvänt äggrunda, glänsande och kommer fram med blommorna. Blomstjälken är rundad, med en enkel klase av tätt sittande blommor, det hela kröns av en tofs med högblad. Hyllebladen är sammanväxta vid basen. De sex ståndarna är sammanväxta vid basen och bildar en liten skål. Frukten är en trerummig kapsel med många svarta eller bruna, runda till äggrunda frön.

## Odling
Löken planteras så att lite av löken syns ovan jord. Lägg gärna lite grus på ytan som förhindrar fukt närmast löken. Placeras i ett ljust fönster, men skyddas mot alltför stark sol. Blomningen blir kortvarig om det är för soligt och varmt. Under sommaren kan den gärna stå ute och vattnas med näringslösning som en vanlig krukväxt. Till hösten får den komma in och börja sin viloperiod.